# Алектні
Алектні (Bubalornithinae) — підродина горобцеподібних птахів родини ткачикових (Ploceidae). Включає два роди і три види.

## Поширення
Представники підродини поширені в Африці.

## Роди
- Алекто (Bubalornis) — 2 види
- Білоголовий алекто (Dinemellia) — 1 вид (рід монотиповий)